# ئی‌ام‌دی ئی۶
ئی‌ام‌دی ئی۶ (انگلیسی: EMD E6) یک لوکوموتیو دیزلی ساخت شرکت جنرال موتورز الکترو-موتیو دیویژن بوده است.
این لوکوموتیو که مابین سال‌های ۱۹۳۹ تا ۱۹۴۲ تولید می‌شده دارای ۱۲ سیلندر و ۲۰۰۰ اسب بخار توان خروجی بوده است.